# Phare de Puerto Cortés

Le phare de Puerto Cortés (en espagnol : Faro de Puerto Cortés) est un phare actif situé à Puerto Cortés, dans le Département de Cortés au Honduras.

## Histoire
La première station de signalisation maritime a été mise en service en 1898. C'était une tour pyramidale métallique à claire-voie portant une lanterne sur une petite plateforme.
Le phare actuel est situé à l'extrémité ouest de la péninsule, abritant le port de Puerto Cortés, à environ 8 km au nord-ouest de la ville.

## Description
Ce phare  est un pylone métallique, avec une galerie et une balise automatique de 14 m de haut. La tour est peinte avec des bandes horizontales rouges et blanches. Il émet, à une hauteur focale de 58 m, un éclat blanc par période de 5 secondes. Sa portée est de 20 milles nautiques (environ 37 km).
Identifiant : ARLHS : HON-003 - Amirauté : J5994 - NGA : 110-16428 .

### Lien connexe
- Liste des phares du Honduras